# Leonid Kadenyuk
Leonid Kostyantynovych Kadenyuk (ucraniano: Леонід Костянтинович Каденюк) (Klishkivtsi, ex-URSS, 28 de janeiro de 1951 - 31 de janeiro de 2018) foi o primeiro - e até hoje único – cosmonauta da Ucrânia independente após o fim da União Soviética.
Kadenyuk integrou a Força Aérea Soviética desde 1976 como piloto de caça e, posteriormente, como membro do corpo de cosmonautas do programa espacial. Com o fim da URSS em 1991, continuou a fazer parte do programa espacial e adotou a cidadania russa. Em 1995, com a preparação da primeira missão espacial ucraniana, ele se apresentou como voluntário, retornando a seu país natal, sendo escolhido para a missão entre dois candidatos (o outro sendo um cientista civil), por ter melhor treinamento e estar acostumado à organização das missões espaciais, por sua experiência no corpo de cosmonautas soviéticos.
Subiu ao espaço em 1997, na missão STS-87 Columbia, uma missão internacional do programa do ônibus espacial da NASA. Após a ocasião, sempre afirmava que era injusto creditar a ele o título de primeiro ucraniano no espaço. Segundo ele, esta honra cabe a Pavel Popovich, que, embora cidadão soviético, era nascido na Ucrânia e havia voado ao espaço em 1962 e 1974.
Após seu vôo espacial, Kadenyuk continuou por alguns anos trabalhando em terra no programa espacial ucraniano, ligado à Agência Nacional Espacial da Ucrânia (ANEU), entrando depois na carreira política e sendo eleito para o parlamento do país em 2002. Na carreira militar, chegou à patente de major-general da Força força Aérea.
Em 2006, se candidatou novamente a uma vaga no parlamento, mas não conseguiu se reeleger. Kadenyuk morreu em 31 de janeiro de 2018, apenas três dias após completar 67 anos de idade. Ele foi sepultado em Kiev, a capital ucraniana.